# Evelyn Schuler
Evelyn Martina Schuler Zea (* 17. Dezember 1974 in Altdorf UR, Schweiz) ist eine ehemalige brasilianische Skirennläuferin und Anthropologin.

## Biografie
Schuler wurde in Altdorf UR geboren, zog jedoch mit ihrer Familie bereits im Säuglingsalter nach Brasilien, wo sie in São Paulo aufwuchs.

### Sportliche Karriere
1991 nahm Schuler erstmals an einer Alpinen Skiweltmeisterschaft teil. Bei den Wettkämpfen in Saalbach-Hinterglemm erreichte sie als bestes Ergebnis Platz 66 im Riesenslalom.
Im darauffolgenden Jahr war sie Teil der ersten brasilianischen Mannschaft, die an Olympischen Winterspielen teilnahm. In Albertville erreichte sie als bestes Ergebnis den 40. Platz im Riesenslalom.

### Wissenschaftliche Karriere
Nach ihrer sportlichen Laufbahn studierte Schuler Ethnologie, Philosophie und deutsche Literatur an der Universität Basel. Ihre Doktorarbeit verfasste sie 2006 am Institut für Sozialanthropologie der Universität Bern. Derzeit ist sie Professorin für Anthropologie an der Universidade Federal de Santa Catarina.

### Privates
Schulers Bruder Sérgio nahm ebenfalls als Skirennläufer an den Olympischen Winterspielen 1992 teil. Sie selbst ist verheiratete und Mutter zweier Töchter.

## Erfolge

### Olympische Winterspiele
- Albertville 1992: 40. Riesenslalom, 46. Super-G

### Weltmeisterschaften
- Saalbach-Hinterglemm 1991: 66. Riesenslalom, DNF Slalom